# Liochthonius muscorum
Liochthonius muscorum är en kvalsterart som beskrevs av Forsslund 1964. Liochthonius muscorum ingår i släktet Liochthonius och familjen Brachychthoniidae. Inga underarter finns listade i Catalogue of Life.